# Franciszek Tomasz Bernat
Franciszek Tomasz Bernat (ur. 1879, zm. po 1939 we Lwowie?) – polski rzeźbiarz związany twórczością ze Lwowem.
Współpracował z wieloma lwowskimi architektami, mieszkał i prowadził pracownię przy ulicy Karmeliuka 7 (Kłuszyńska). Jego rzeźby zdobią elewacje wielu kamienic we Lwowie, m.in.:
- Kamienica przy ulicy Stawropigijśka 4 (Dominikańska) /1909/;
- Wystrój wnętrz "Casino de Paris" w kamienicy przy ulicy Kurbasa 3 (Tadeusza Rejtana) (projekt budynku Zygmunt Fedorski i Stanisław Macudziński) /1910/;
- Relief "Jeździec" umieszczony na elewacji kamienicy przy ulicy Iwana Franki 144 (św. Zofii 56a) (projekt budynku Zygmunt Fedorski) /1913/;
- Refiel "Madonna z Dzieciątkiem" umieszczony na elewacji przy ulicy Jefremowa 34 (Mączyńskiego) /1929/;
- Trzy płaskorzeźby w stylu art déco na elewacji kamienicy należącej do producenta win przy ulicy Piekarskiej 49 róg Skoworody (Hausnera);